# Het Jaaroverzicht Live
Het Jaaroverzicht Live is een laatavondprogramma op Vier waarin Gilles De Coster samen met een panel van 4 bekende mensen een jaaroverzicht van 2013 samenstellen. Door het bekijken van videofragmenten die een belangrijke rol gespeeld hebben in 2013 stemmen de panelleden of het onderwerp al dan niet in het jaaroverzicht komt. Het panel varieer per aflevering. Indien er evenveel stemmen voor als tegen zijn, beslist Gilles De Coster of het in het jaaroverzicht komt.

## Overzicht van afleveringen
| Afl. | Uitzenddatum     | Maand      | Panelleden                                                              |
| ---- | ---------------- | ---------- | ----------------------------------------------------------------------- |
| 1    | 4 november 2013  | Januari    | Mark Uytterhoeven, Herman Brusselmans, Lieven Scheire en Rik Torfs      |
| 2    | 7 november 2013  | Februari   | Mark Uytterhoeven, Bart Cannaerts, Bert Gabriels en Peter Vandermeersch |
| 3    | 11 november 2013 | Maart      | Mark Uytterhoeven, Phara De Aguirre, Lieven Scheire en Rik Torfs        |
| 4    | 14 november 2013 | April      | Tom Lenaerts, Mia Doornaert, Bert Gabriels en Jelle De Beule            |
| 5    | 18 november 2013 | Mei        | Mark Uytterhoeven, Michael Van Peel, Phara De Aguirre en Tom Lenaerts   |
| 6    | 21 november 2013 | Juni       | Tom Lenaerts, Jonas Geirnaert, Peter Vandermeersch en Rik Torfs         |
| 7    | 25 november 2013 | Juli       | Mark Uytterhoeven, Lieven Scheire, Mia Doornaert en Gert Verhulst       |
| 8    | 28 november 2013 | Augustus   | Erik Van Looy, Jelle De Beule, Prem Radhakishun en Frieda Van Wijck     |
| 9    | 2 december 2013  | September  | Lieven Scheire, Gert Verhulst, Prem Radhakishun en Tom Lenaerts         |
| 10   | 5 december 2013  | Oktober    | Jan Mulder, Jonas Geirnaert, Mark Uytterhoeven en Mia Doornaert         |
| 11   | 9 december 2013  | November   | Jan Mulder, Phara De Aguirre, Mark Uytterhoeven en Herman Brusselmans   |
| 12   | 12 december 2013 | December   | Erik Van Looy, Jelle De Beule, Bert Gabriels en Rik Torfs               |
| 13   | 19 december 2013 | compilatie |                                                                         |